# 国立奥索林斯基研究所
國立奧索林斯基研究所（波蘭語：Zakład Narodowy im. Ossolińskich, ZNiO）位於波蘭弗羅茨瓦夫，於1817年由約瑟夫·馬克西米利安·奧索林斯基創立於利沃夫（現為烏克蘭領土），1947年遷移至弗羅茨瓦夫。現為波蘭最大、最古老的圖書館、教育機構和科學出版機構之一。

## 外部連結
- Ossolineum Library User's guide（页面存档备份，存于）
- Ossolineum Publishing House（页面存档备份，存于） （波兰語）
- Courtyard: Ossolineum, Wrocław – Spherical Panorama （波兰語）